# Margarita (singolo)
Margarita è un singolo della cantante italiana Elodie e del rapper italiano Marracash, pubblicato il 12 giugno 2019 come quarto estratto dal terzo album in studio di Elodie This Is Elodie.

## Descrizione
Il brano è stato scritto da Marracash insieme a Lorenzo Fragola, Carl Brave e Franco126. Nel testo emerge un riferimento al vasto incendio che ha interessato la Cattedrale parigina di Notre-Dame, avvenuto circa un mese prima della pubblicazione del singolo. Dal punto di vista musicale si tratta di un brano pop rap caratterizzato da una base reggae e da un ritornello influenzato dalla musica araba.

## Video musicale
Il video è stato reso disponibile il 13 giugno 2019 attraverso il canale YouTube della cantante.

## Tracce
1. Margarita – 2:57

## Successo commerciale
Margarita ha raggiunto la top 10 della Top Singoli, stabilizzandosi al sesto posto. Nel settembre dello stesso anno è emerso essere il singolo più trasmesso dalle radio italiane in tale settimana, ottenendo oltre 15 milioni di riproduzioni streaming su Spotify. Al termine dell'anno è risultato il 30º singoli più venduto in Italia, nonché il 17º più trasmesso dalle radio.

## Classifiche

### Classifiche settimanali
| Classifica (2019) | Posizione massima |
| ----------------- | ----------------- |
| Italia            | 6                 |

### Classifiche di fine anno
| Classifica (2019) | Posizione |
| ----------------- | --------- |
| Italia            | 30        |